# Молодіжний чемпіонат Європи з футболу 1976
Чемпіонат Європи з футболу 1976 серед молодіжних команд — міжнародний футбольний турнір під егідою УЄФА серед молодіжних збірних команд країн зони УЄФА. Переможцем турніру стала молодіжна збірна команда СРСР, яка у фінальній серії з двох матчів переграла молодіжну збірну Угорщини. 
Це останній чемпіонат Європи серед гравців віком до 23 років, в регламенті турніру з'явилося уточнення, яке говорить про те, що на момент проведення першого матчу відбіркового циклу чемпіонату, футболістові збірної не повинно бути понад 21 року.
Кваліфікаційний турнір відбувся з 25 вересня 1974 по 14 січня 1976, вісім фіналістів у плей-оф виявили чемпіона Європи.

## Кваліфікація
| Група 1 | Група 1        | І | В | Н | П | МЗ | МП | О |
| ------- | -------------- | - | - | - | - | -- | -- | - |
| 1       | Англія         | 4 | 3 | 1 | 0 | 9  | 4  | 7 |
| 2       | Португалія     | 4 | 1 | 1 | 2 | 5  | 6  | 3 |
| 3       | Чехословаччина | 4 | 0 | 2 | 2 | 3  | 7  | 2 |

| - Англія 3-1 Чехословаччина - Португалія 2-3 Англія - Португалія 2-0 Чехословаччина | - Чехословаччина 1-1 Англія - Чехословаччина 1-1 Португалія - Англія 2-0 Португалія |

| Група 2 | Група 2    | І | В | Н | П | МЗ | МП | О |
| ------- | ---------- | - | - | - | - | -- | -- | - |
| 1       | Угорщина   | 2 | 3 | 1 | 0 | 11 | 2  | 7 |
| 2       | Австрія    | 4 | 1 | 2 | 1 | 6  | 6  | 4 |
| 3       | Люксембург | 4 | 0 | 1 | 3 | 2  | 11 | 1 |

| - Люксембург 0-3 Угорщина - Люксембург 1-3 Австрія - Австрія 2-2 Угорщина | - Угорщина 2-0 Австрія - Австрія 1-1 Люксембург - Угорщина 4-0 Люксембург |

| Група 3 | Група 3   | І | В | Н | П | МЗ | МП | О |
| ------- | --------- | - | - | - | - | -- | -- | - |
| 1       | Югославія | 4 | 2 | 2 | 0 | 7  | 2  | 6 |
| 2       | Швеція    | 4 | 2 | 1 | 1 | 6  | 6  | 5 |
| 3       | Норвегія  | 4 | 0 | 1 | 3 | 1  | 6  | 1 |

| - Югославія 2-0 Норвегія - Швеція 1-1 Югославія - Норвегія 0-0 Югославія | - Норвегія 0-2 Швеція - Швеція 2-1 Норвегія - Югославія 4-1 Швеція |

| Група 4 | Група 4   | І | В | Н | П | МЗ | МП | О |
| ------- | --------- | - | - | - | - | -- | -- | - |
| 1       | Шотландія | 4 | 4 | 0 | 0 | 11 | 2  | 8 |
| 2       | Румунія   | 4 | 1 | 1 | 2 | 8  | 9  | 3 |
| 3       | Данія     | 4 | 0 | 1 | 3 | 4  | 12 | 1 |

| - Румунія 6-2 Данія - Данія 1-1 Румунія - Румунія 1-2 Шотландія | - Данія 0-1 Шотландія - Шотландія 4-1 Данія - Шотландія 4-0 Румунія |

| Група 5 | Група 5    | І | В | Н | П | МЗ | МП | О |
| ------- | ---------- | - | - | - | - | -- | -- | - |
| 1       | Нідерланди | 4 | 3 | 1 | 0 | 10 | 3  | 7 |
| 2       | Італія     | 4 | 2 | 1 | 1 | 9  | 6  | 5 |
| 3       | Фінляндія  | 4 | 0 | 0 | 4 | 2  | 12 | 0 |

| - Нідерланди 3-0 Фінляндія - Нідерланди 3-2 Італія - Італія 3-0 Фінляндія | - Фінляндія 0-3 Нідерланди - Фінляндія 2-3 Італія - Італія 1-1 Нідерланди |

| Група 6 | Група 6   | І | В | Н | П | МЗ | МП | О |
| ------- | --------- | - | - | - | - | -- | -- | - |
| 1       | СРСР      | 2 | 1 | 0 | 1 | 4  | 2  | 2 |
| 2       | Туреччина | 2 | 1 | 0 | 1 | 2  | 4  | 2 |

| - Туреччина 2-1 СРСР | - СРСР 3-0 Туреччина |

| Група 7 | Група 7 | І | В | Н | П | МЗ | МП | О |
| ------- | ------- | - | - | - | - | -- | -- | - |
| 1       | Франція | 4 | 2 | 1 | 1 | 6  | 5  | 5 |
| 2       | НДР     | 4 | 1 | 2 | 1 | 4  | 4  | 4 |
| 3       | Бельгія | 4 | 1 | 1 | 2 | 4  | 5  | 3 |

| - Франція 1-0 Бельгія - НДР 1-1 Франція - Бельгія 0-0 НДР | - НДР 1-2 Бельгія - Франція 1-2 НДР - Бельгія 2-3 Франція |

| Група 8 | Група 8  | І | В | Н | П | МЗ | МП | О |
| ------- | -------- | - | - | - | - | -- | -- | - |
| 1       | Болгарія | 4 | 3 | 0 | 1 | 6  | 3  | 6 |
| 2       | Польща   | 4 | 2 | 0 | 2 | 7  | 5  | 4 |
| 3       | Греція   | 4 | 1 | 0 | 3 | 4  | 9  | 2 |

| - Греція 0-2 Болгарія - Болгарія 2-1 Греція - Польща 2-1 Болгарія | - Польща 4-1 Греція - Греція 2-1 Польща - Болгарія 1-0 Польща |

## Фінальний раунд

### Чвертьфінали
Матчі пройшли 18 лютого, 10 березня, 20 та 21 квітня, матчі-відповіді 23, 24, 25 та 28 квітня 1976. 
| Команда 1  | Рахунок | Команда 2 | 1 матч | 2 матч           |
| ---------- | ------- | --------- | ------ | ---------------- |
| Угорщина   | 4:3     | Англія    | 3:0    | 1:3              |
| Нідерланди | 2:2     | Шотландія | 2:0    | 0:2 ОТ, 4:3 пен. |
| Болгарія   | 3:5     | Югославія | 2:3    | 1:2              |
| Франція    | 3:3     | СРСР      | 2:1    | 1:2 ОТ, 2:4 пен. |

### Півфінали
Матчі пройшли 12, 19 травня, матчі-відповіді 19 та 26 травня 1976.
| Команда 1 | Рахунок | Команда 2  | 1 матч | 2 матч |
| --------- | ------- | ---------- | ------ | ------ |
| Угорщина  | 4:3     | Югославія  | 3:2    | 1:1    |
| СРСР      | 3:1     | Нідерланди | 3:0    | 0:1    |

### Фінал
Матчі пройшли 19 та 23 червня 1976.
| Команда 1 | Рахунок | Команда 2 | 1 матч    | 2 матч    |
| --------- | ------- | --------- | --------- | --------- |
| Угорщина  | 2:3     | СРСР      | 1:1 (1:0) | 1:2 (0:2) |

| Переможець Чемпіонату Європи з футболу 1976 серед молодіжних команд віком до 23 років |
| ------------------------------------------------------------------------------------- |
| СРСР 1-й титул                                                                        |